# صدف‌لی (قبوستان)
صدف‌لی (به لاتین: Sədəfli) یک منطقه مسکونی در جمهوری آذربایجان است که در شهرستان قبوستان واقع شده است. صدف‌لی ۳۰۰ نفر جمعیت دارد.